# Římskokatolická farnost Březí u Mikulova
Římskokatolická farnost Březí u Mikulova je územní společenství římských katolíků s farním kostelem svatého Jana Křtitele v mikulovském děkanství v rámci brněnské diecéze.

## Historie farnosti
Původní kostel v Březí se začal stavět roku 1691. V roce 1836 byla věž tohoto kostela zvýšena, ale již příštího roku opět snížena do původního stavu, protože hrozilo nebezpečí zřícení. V roce 1853 padlo rozhodnutí postavit kostel zcela nový. Vysvěcen byl roku 1862.
K 31. prosinci 2024 byla zrušena farnost Dobré Pole a k farnosti Březí bylo přičleněno její území zahrnující obec Dobré Pole.

## Duchovní správci
Administrátorem excurrendo je od 17. února 2012 R. D. Mgr. Pavel Pacner.

## Bohoslužby
| Kostel                | Místo      | Bohoslužba (den) | Hodina                    | Poznámka        |
| --------------------- | ---------- | ---------------- | ------------------------- | --------------- |
| svatého Jana Křtitele | Březí      | neděle           | 9.30                      | farní kostel    |
| svaté Cecílie         | Dobré Pole | sobota           | 14.30 (zima)/18.30 (léto) | filiální kostel |

## Aktivity ve farnosti
Dnem vzájemných modliteb farností za bohoslovce a bohoslovců za farnosti brněnské diecéze je 27. březen. Adorační den připadá na 31. května.
Ve farnosti se pravidelně koná letní dětský tábor a tříkrálová sbírka. V té se v roce 2015 se při ní vybralo 32 777 korun. Při sbírce v roce 2016 činil výtěžek 29 422 korun.